# Margarosticha euprepialis
Margarosticha euprepialis là một loài bướm đêm trong họ Crambidae.